# Teer

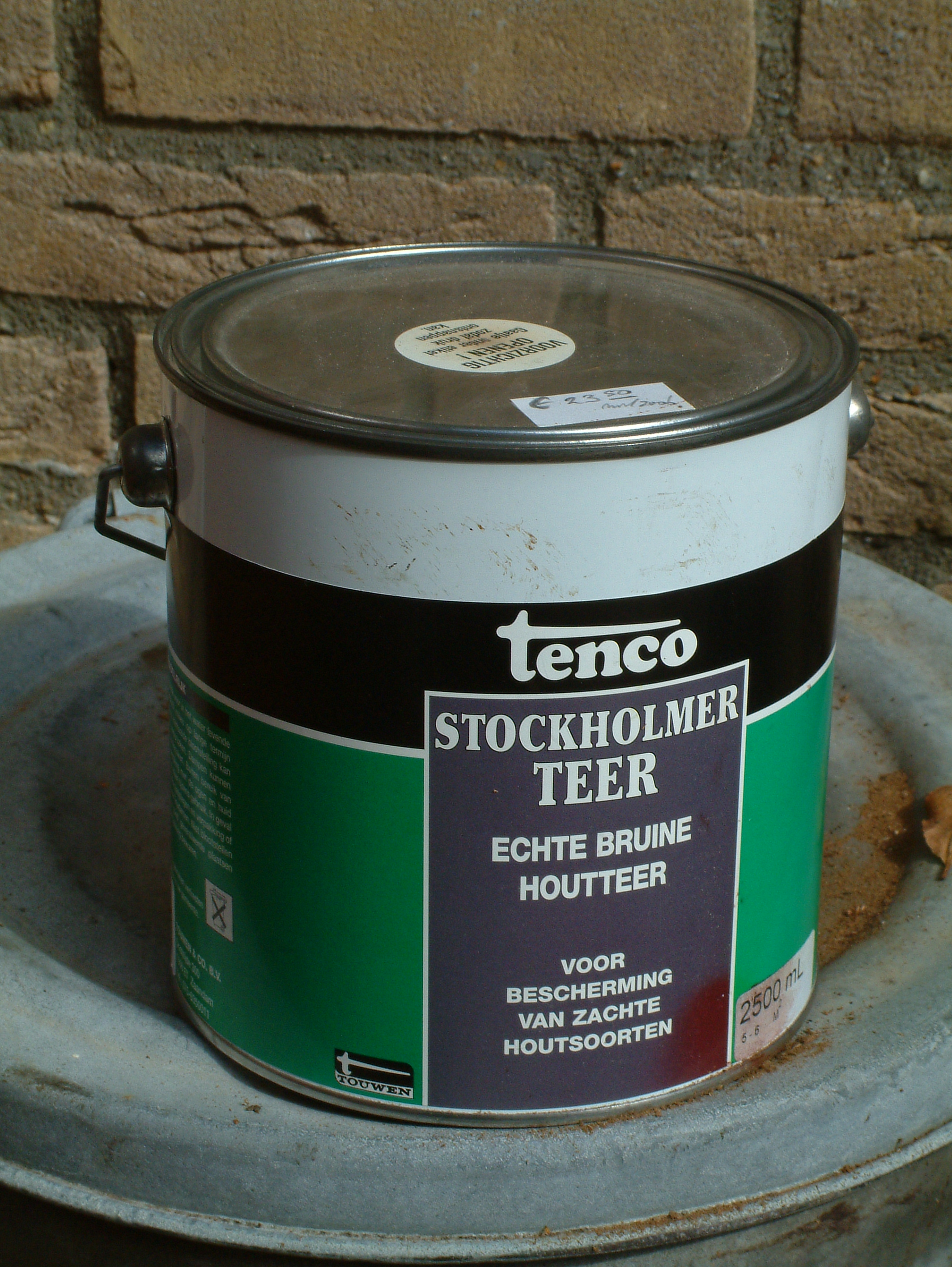
Stockholmer teer voor houtbescherming

Teer is een product dat ontstaat bij het verhitten van plantaardig materiaal zoals hout (wat bruine teer oplevert) of steenkool (wat koolteer geeft), onder uitsluiting van lucht (pyrolyse). Het is een donkere, stroperige of kleverige taaie substantie met een karakteristieke geur, afhankelijk van de oorsprong. Teer is ook een voor de gezondheid schadelijk bestanddeel van sigarettenrook.
In de volksmond wordt met teer ook vaak asfalt of bitumen bedoeld, de hoogst kokende fracties die overblijven na het verdampen van aardolie. Dit zijn echter andere producten dan de echte teer, die een mengsel is van zeer veel organische stoffen, waarvan een deel reactief en min of meer giftig is.

## Bestanddelen van teer
Teer bevat onder andere:
- vluchtige alifatische koolwaterstoffen
- niet-vluchtige alifaten
- aromatische verbindingen
- niet-vluchtige aromaten
- polycyclische aromatische koolwaterstoffen
  - 2-ring polycyclische verbindingen
  - 3-ring polycyclische verbindingen
  - 4+ ring polycyclische verbindingen
- heterocyclische stikstofverbindingen
- heterocyclische zwavel- en zuurstofverbindingen
- anilinen en fenolen
- geoxideerde verbindingen
- organische zuren
- asfaltenen en wassen
- niet geclassificeerd

## Verbod koolteer
Het gebruik van teer werd in 1998 in Europa verboden met het van kracht worden van Europese richtlijn 98/08 (biociden). Dat was aanvankelijk voor varende monumenten een groot probleem, omdat ze onder de waterlijn vaak behandeld waren met koolteer en moderne verfsystemen lang niet diezelfde kwaliteit bescherming boden als koolteer. Vooral de hechting op de oude teerlaag was een probleem.

## Bruine teer
Bruine teer wordt voornamelijk gebruikt voor sommige historische gebouwen en historische schepen. Vanuit monumentenzorg en de klassieke scheepvaart werd na het Europese verbod op teer aangedrongen op nader onderzoek. Het gebruik zou zo beperkt zijn dat het nauwelijks invloed op het milieu zou hebben. Aan het licht kwam dat bruine teer, in tegenstelling tot koolteer, niet carcinogeen is. Het gebruik van bruine teer werd weer toegestaan nadat het verwijderd was uit de bijlage van richtlijn 98/08.
Een bekende bruine teersoort voor gebruik op houten scheepsluiken (Friese kap) is Zweedse of Stockholmer teer. 

## Medische toepassing
In de dermatologie wordt teer in de vorm van teerpreparaten wel toegepast bij eczeem en psoriasis; door zorgen over de giftigheid en kankerverwekkende eigenschappen ervan nam dit gebruik steeds verder af; het wordt alleen nog maar toegepast als met andere preparaten geen even goed resultaat wordt behaald. Na  onderzoek is gebleken dat de medicinale toepassing van bruine teer geen probleem hoeft te zijn.